# 懐公 (衛)
懐公（かいこう、生年不詳 - 紀元前415年）は、戦国時代の衛の君主。昭公の子。紀元前426年、昭公を殺害して自ら即位した。紀元前415年、公子穨に殺害された。